# إلين كوربي
إلين كوربي (بالإنجليزية: Ellen Corby) هي كاتبة سيناريو وممثلة أمريكية، ولدت في 3 يونيو 1911 في الولايات المتحدة، وتوفيت بنفس المكان في 14 أبريل 1999 بسبب سكتة. بدأت مشوارها المهني سنة 1933.

## أعمال

### أفلام
- (1946) إنها حياة رائعة[4]
- (1950) نساء صغيرات
- (1951) ها قد أتى العروس
- (1953) شين[5]
- (1954) سابرينا[6]
- (1958) الدوار

### مسلسلات
- ذا والتونز

## ترشيحات
- جائزة الأوسكار لأفضل ممثلة مساعدة (1948)

## وصلات خارجية
- إلين كوربي على موقع IMDb (الإنجليزية)
- إلين كوربي على موقع ألو سيني (الفرنسية)
- إلين كوربي على موقع تيرنر كلاسيك موفيز (الإنجليزية)
- إلين كوربي على موقع أول موفي (الإنجليزية)
- إلين كوربي على موقع قاعدة بيانات الأفلام السويدية (السويدية)
- إلين كوربي على موقع إن إن دي بي (الإنجليزية)
- إلين كوربي على موقع قاعدة بيانات الفيلم (الإنجليزية)
- إلين كوربي على موقع كينوبويسك (الروسية)